# Пракорно (Тренто)
Пракорно је насеље у Италији у округу Тренто, региону Трентино-Јужни Тирол.
Према процени из 2011. у насељу је живело 210 становника. Насеље се налази на надморској висини од 866 м.